# Joanna Penberthy

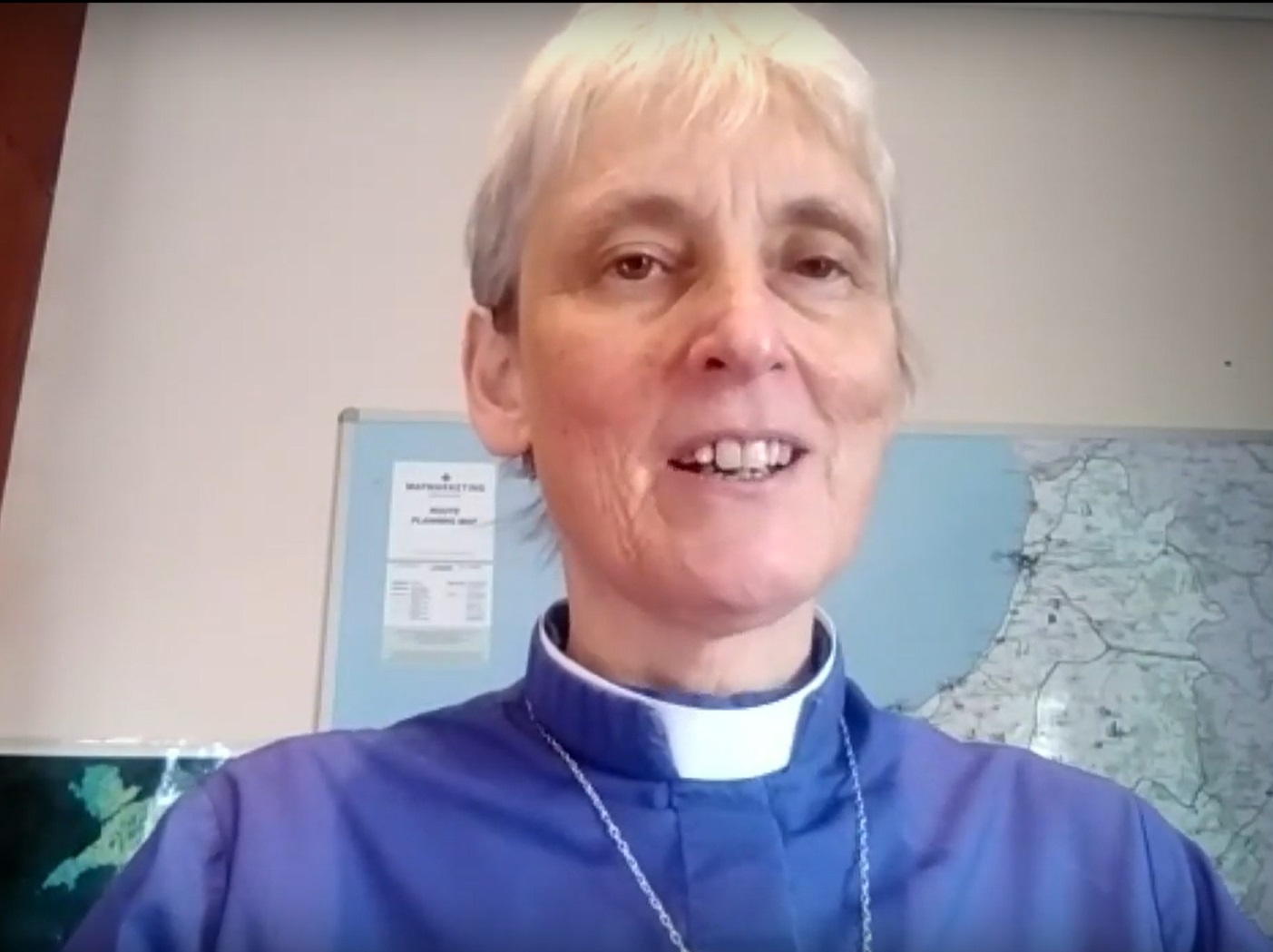
Joanna Penberthy (2021)

Joanna Penberthy (ur. 1960) – brytyjska duchowna anglikańska, pierwsza kobieta konsekrowana na biskupa Kościoła w Walii.

## Życiorys
Urodziła się w 1960 w Swansea, zaś dorastała w Cardiff. W 1987 została wyświęcony na diakona, a w 1997 na kapłana jako jedna z pierwszych kobiet wyświęconych na kapłana w strukturach Kościoła w Walii. Była również między innymi pierwszą kobietą kanonikiem katedry św. Dawida w St David’s. 2 listopada 2016 ogłoszono, że została wybrana biskupem diecezji św. Dawida, jako pierwsza kobieta powołana na urząd biskupa w ramach Kościoła w Walii. Została konsekrowana 21 stycznia 2017 przez arcybiskupa Barry'ego Morgana w katedrze w Llandaff, w obecności pięciu innych biskupów, w tym bp Evy Brunne z Kościoła Szwecji.